# Fizeș (okręg Sălaj)
Fizeș – wieś w Rumunii, w okręgu Sălaj, w gminie Sâg. W 2011 roku liczyła 365 mieszkańców.